# David Veilleux
David Veilleux (ur. 26 listopada 1987 w Cap-Rouge) – kanadyjski kolarz szosowy, zawodnik profesjonalnej grupy UCI ProTeams Team Europcar.

## Najważniejsze osiągnięcia
- 2005
  - 1. miejsce w Tour de l’Abitibi
- 2006
  -  1. miejsce w mistrzostwach Kanady (do lat 23, start wspólny)
  -  1. miejsce w mistrzostwach Kanady (do lat 23, jazda ind. na czas)
- 2007
  -  1. miejsce w mistrzostwach Kanady (do lat 23, jazda ind. na czas)
- 2008
  -  1. miejsce w mistrzostwach Kanady (do lat 23, start wspólny)
  -  1. miejsce w mistrzostwach Kanady (do lat 23, jazda ind. na czas)
  - 1. miejsce w Tour of Elk Grove
- 2009
  -  1. miejsce w mistrzostwach Kanady (do lat 23, jazda ind. na czas)
- 2010
  -  1. miejsce w mistrzostwach Kanady (criterium)
- 2011
  - 1. miejsce w La Roue Tourangelle
- 2012
  - 1. miejsce w Mi-Août Bretonne
  - 1. miejsce w Tre Valli Varesine
- 2013
  - 1. miejsce na 1. etapie Critérium du Dauphiné
    -  lider klasyfikacji generalnej (przez trzy etapy)